# ASC De Volewijckers in het seizoen 1956/57
Het seizoen 1956/1957 was het derde jaar in het bestaan van de Amsterdamse betaaldvoetbalclub De Volewijckers. De club kwam uit in de Eerste divisie A en eindigde daarin op de 14e plaats. Tevens deed de club mee aan het toernooi om de KNVB Beker, hierin werd in de tweede ronde verloren van VSV (1–3).

## Wedstrijdstatistieken

### Eerste divisie A
|       | ADO   | Alkmaar '54 | DWS   | Emma  | De Graafschap | Haarlem | Helmondia '55 | HVC   | KFC   | Limburgia | Roda Sport | SVV   | VSV   | Wageningen | Xerxes |
| ----- | ----- | ----------- | ----- | ----- | ------------- | ------- | ------------- | ----- | ----- | --------- | ---------- | ----- | ----- | ---------- | ------ |
| Thuis | 3 – 3 | 1 – 4       | 1 – 1 | 3 – 0 | 0 – 1         | 2 – 2   | 3 – 0         | 2 – 2 | 2 – 2 | 0 – 1     | 2 – 2      | 2 – 1 | 1 – 3 | 2 – 1      | 1 – 3  |
| Uit   | 5 – 1 | 4 – 3       | 1 – 2 | 3 – 1 | 0 – 0         | 1 – 4   | 3 – 2         | 4 – 2 | 1 – 2 | 3 – 1     | 4 – 3      | 1 – 2 | 1 – 2 | 4 – 1      | 3 – 1  |

### KNVB beker
| 1e ronde                                      | De Volewijckers                           | 4 – 1 (1 – 1) | VVA             |
| 19 augustus 1956 Plaats: Amsterdam Mosveld    | Otto Polak 30', 80' Wout Advocaat 52', –' |               | 16' De Vries    |
| 2e ronde                                      | VSV                                       | 3 – 1 (0 – 1) | De Volewijckers |
| 16 september 1956 Plaats: Velsen Schoonenberg | Arie de Oude –', –', –'                   |               | Herman Gongrijp |

## Statistieken De Volewijckers 1956/1957

### Eindstand De Volewijckers in de Nederlandse Eerste divisie A 1956 / 1957
| Stand | Gespeeld | Gewonnen | Gelijk | Verloren | Punten | Doelpunten voor | Doelpunten tegen |
| ----- | -------- | -------- | ------ | -------- | ------ | --------------- | ---------------- |
| 14e   | 30       | 9        | 7      | 14       | 25     | 52              | 64               |

### Topscorers
| #                 | Naam              | Goal |
| ----------------- | ----------------- | ---- |
| 1.                | Herman Gongrijp   | 11   |
| 1.                | Otto Polak        | 11   |
| 3.                | Max Goedkoop      | 9    |
| 4.                | Dick Schenkel     | 8    |
| 5.                | Joop Daggelder    | 5    |
| 6.                | Sjaak de Vries    | 4    |
| 7.                | Wout Advocaat     | 1    |
| 7.                | Bab van Breenen   | 1    |
| 7.                | Piet van der Muts | 1    |
| Onbekend doelpunt |                   |      |
| –                 | Onbekend          | 1    |
| Totaal            | Totaal            | 52   |

| #      | Naam            | Goal |
| ------ | --------------- | ---- |
| 1.     | Wout Advocaat   | 2    |
| 1.     | Otto Polak      | 2    |
| 3.     | Herman Gongrijp | 1    |
| Totaal | Totaal          | 5    |